# Louis Amand Demarest
Pour les articles homonymes, voir Demarest.
Louis Amand Demarest est un homme politique français né le 6 février 1817 à Rouen (Seine-Inférieure) et décédé le 25 juillet 1883 à Montville (Seine-Inférieure).
Contremaître dans une filature de Déville-lès-Rouen, il est député de la Seine-Inférieure de 1848 à 1851, siégeant à droite et faisant partie de la fraction soutenant la politique du prince-président.

## Sources
- « Louis Amand Demarest », dans Adolphe Robert et Gaston Cougny, Dictionnaire des parlementaires français, Edgar Bourloton, 1889-1891 [détail de l’édition]